# Phalascusa pardalis
Phalascusa pardalis is een insect uit de familie van de vlinderhaften (Ascalaphidae), die tot de orde netvleugeligen (Neuroptera) behoort. 
Phalascusa pardalis is voor het eerst wetenschappelijk beschreven door Gerstäcker in 1888.